# Stati atlantici del sud
Gli Stati atlantici del sud (o, più semplicemente, Atlantico meridionale o Sud Atlantico) è una regione censuaria degli Stati Uniti d'America, riconosciuta dallo United States Census Bureau. Insieme a Centro sud-est e Centro sud-ovest forma gli Stati Uniti meridionali e corrisponde agli stati e aree che erano geograficamente parte delle Tredici colonie, con l'aggiunta della Florida.

## Terminologia
Il nome della divisione censuaria non si riferisce all'Oceano Atlantico meridionale, ma piuttosto alla sua posizione lungo la East Coast; più a nord si trova la regione degli Stati del Medio Atlantico e della Nuova Inghilterra (o Nord Atlantico).

## Geografia
La divisione include otto stati ed un distretto:  Carolina del Nord, Carolina del Sud, Delaware, Florida, Georgia, Maryland, Virginia, Virginia Occidentale ed il Distretto di Columbia. Questa regione è anche una divisione geografica riconosciuta dallo United States Geological Survey. Tutte le entità geografiche all'interno di questa regione, ad eccezione del distretto di Columbia e della Virginia Occidentale, confinano con l'Oceano Atlantico.
Insieme agli Stati centrali del sud-est (Alabama, Kentucky, Mississippi e Tennessee) ed agli Stati centrali del sud-ovest (Arkansas, Louisiana, Oklahoma e Texas), gli Stati atlantici del sud costituiscono la più ampia regione degli Stati Uniti meridionali; le altre tre regioni sono il Nord-Est, il Midwest e l'Ovest, e ciascuna di queste regioni ha due divisioni.

## Demografia

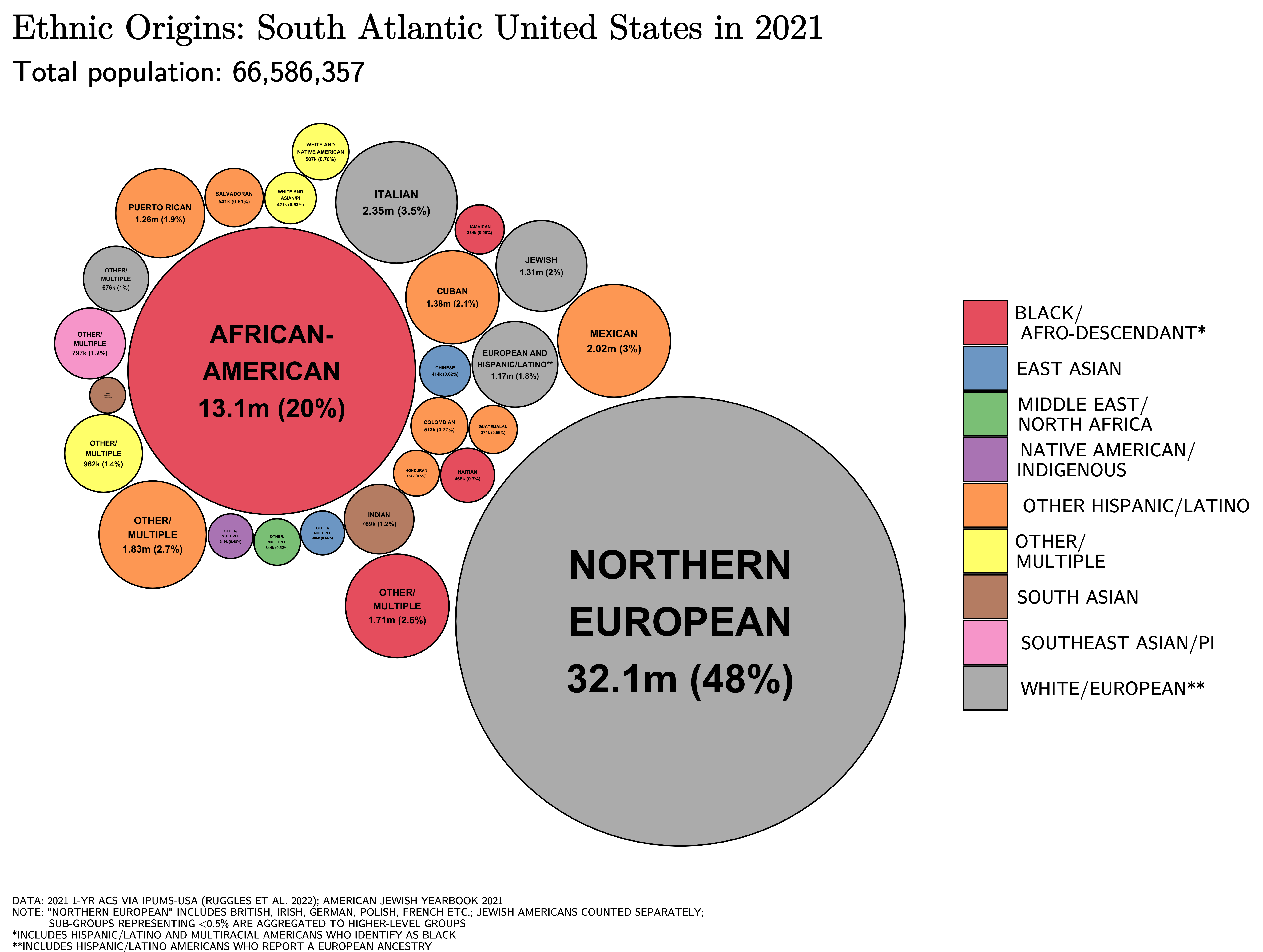
Origine etnica degli stati atlantici del sud

Nel 2010 gli Stati atlantici del sud avevano una popolazione totale di 61 774 970; la regione si estende per 757 800 km² e con l'eccezione della Virginia Occidentale, ha visto una rapida crescita della popolazione e un rapido sviluppo economico negli ultimi decenni.
Secondo lo United States Census Bureau, gli Stati che fanno parte della Regione atlantica meridionale sono:
| Stato                | Censimento del 2020 | Estensione |
| -------------------- | ------------------- | ---------- |
| Carolina del Nord    | 10 439 388          | 53 819     |
| Carolina del Sud     | 5 118 435           | 32 020     |
| Delaware             | 989 948             | 1 982      |
| Florida              | 21 538 187          | 65 755     |
| Georgia              | 10 711 908          | 59 425     |
| Maryland             | 6 177 224           | 12 407     |
| Virginia             | 8 631 393           | 42 774     |
| Virginia Occidentale | 1 793 716           | 24 230     |
| Washington DC        | 689 545             | 177        |

|    | Città          | Stato                 | Censimento del 2020 |
| -- | -------------- | --------------------- | ------------------- |
| 1  | Jacksonville   | Florida               | 949 611             |
| 2  | Charlotte      | Carolina del Nord     | 874 579             |
| 3  | Washington     | Distretto di Columbia | 689 545             |
| 4  | Baltimora      | Maryland              | 585 708             |
| 5  | Atlanta        | Georgia               | 498 715             |
| 6  | Raleigh        | Carolina del Nord     | 467 665             |
| 7  | Virginia Beach | Virginia              | 459 470             |
| 8  | Miami          | Florida               | 442 241             |
| 9  | Tampa          | Florida               | 384 959             |
| 10 | Orlando        | Florida               | 307 573             |

|    | Area metropolitana                           | Censimento del 2020 |
| -- | -------------------------------------------- | ------------------- |
| 1  | Washington-Arlington-Alexandria, DC-VA-MD-WV | 6 385 162           |
| 2  | Atlanta-Sandy Springs-Alpharetta, GA         | 6 220 106           |
| 3  | Miami-Fort Lauderdale-West Palm Beach, FL    | 6 138 333           |
| 4  | Tampa-St. Petersburg-Clearwater, FL          | 3 175 275           |
| 5  | Baltimore-Columbia-Towson, MD                | 2 844 510           |
| 6  | Orlando-Kissimmee-Sanford, FL                | 2 673 376           |
| 7  | Charlotte-Concord-Gastonia, NC-SC            | 2 660 329           |
| 8  | Virginia Beach-Norfolk-Newport News, VA-NC   | 1 799 674           |
| 9  | Jacksonville, FL                             | 1 605 848           |
| 10 | Raleigh-Cary, NC                             | 1 413 982           |